# Кейт Алекса
Кейт Алекса Гудински (англ. Kate Alexa Gudinski; род. 2 марта 1988 в Мельбурне, в Виктории, Австралии) — австралийская поп-рок-певица и автор-исполнитель, дочь промоутера Майкла Гудински, имеющего Орден Австралии. Начала карьеру, записав песню «Always There», прозвучавшую в сериале Channel 7 Домой и в путь. Второй сингл певицы имел умеренный успех, но после того как Кейт выступила на разогреве у Backstreet Boys во время их тура по Австралии, её третий сингл «All I Hear» сумел попасть на 16 место в ARIA и оставался там в течение восьми недель. Окончила Melbourne Girls Grammar, где изучала фотографии и английский язык. В феврале и марте 2008 года выступала на разогреве у Синди Лопер, исполнив вместе с ней такие песни как, «Nothing Compares», «Cherry Pop» и «Hit by Love».

## Начало карьеры
Первые песни Алекса начала писать в 13 лет и тогда же начала записывать свои демозаписи. «Colors of the Rainbow» стала её первой записью.
Затем в середине 2004 года она заключила контракт с Liberation Music (принадлежавшем её отцу).

## Музыкальная карьера

### Broken & Beautiful(2004—06)
В 2004 году, когда Кейт обучалась в одиннадцатом классе, её дебютный сингл «Always There» прозвучал в сериале Домой и в путь, а также на Олимпийских играх 2004. После этого к певице у публики появился интерес. Таким образом эта песня стала значимой для неё.
В 2005 году Алекса заканчивала двенадцатый год обучения в Melbourne Girls Grammar School (где изучала фотографии, английский и IT-разработки). В тот же период она выпустила свой второй сингл, «My Day Will Come». Песне удалось попасть в топ-30. В том же году она окончила школу и поняла, что музыка — её призвание.
В 2006 году на своё восемнадцатиление, она выпустила свой третий сингл «All I Hear». Вов время празднования своего дня рождения она подхватила воспаление гланд, что помешало продвижению сингла. Тем не менее песня заняла 9 место в ARIA Singles Chart.
4 сентября Алекса выпустила свой четвёртый сингл «Somebody Out There», которому также удалось попасть в топ-30, и 23 сентября того же года она выпустила свой дебютный полноформатный альбом Broken & Beautiful.

### Между альбомами (2007—08)
В 2007 году Алекса написала двенадцать новых песен, включая «Ordinary Girl» и две песни из Broken & Beautiful , вошедшие в саундтрек телесериала H2O: Просто добавь воды, H2O: Just Add Water.
В конце 2007 года вместе с пр одюсером Молли Мелдрумом и американским рэпером Baby Bash записала кавер-версию на песню Womack & Womack «Teardrops», ставшую ведущим синглом её второго студийного альбома.
В феврале и марте 2008 года сопровождала Синди Лопер во время её тура по Австралии, где исполнила такие песни, как «Nothing Compares», «Cherry Pop» и «Hit by Love».
16 апреля 2008 года Broken & Beautiful был выпущен в Японии с двумя бонус-треками: «Walk On» и акустической версией песни «Always There». Альбом не сумел попасть в чарты.

### Infatuation(2009—настоящее)
По состоянию на начало 2008 года работала над альбомом Infatuation, выпуск которого предполагался на конец того же года, но после многочисленных задержек альбом вышел только 17 августа 2012 года. Своё разработанное новое звучание певица назвала «крайним попом».
В 2011 году незадолго до выхода альбома были выпущены два сингла и сопровождающие их музыкальные видео. Ни синглы, ни альбом не смогли попасть в чарты Австралии.
В январе 2010 года Алекса выступила на фестивале «Wet and Wild», проходившем в Голд-Косте, в штате Квинсленд.
16 июля 2012 года отдельно от Infatuation вышел третий сингл «I’m Falling». В декабре того же года вышел четвёртый сингл из этого же альбома 'I Deny'. Ни один из них не сумел попасть в чарты Австралии.

## Личная жизнь
Кейт самостоятельно научилась играть на фортепиано и на гитаре. Говорила, что во время обучения в школе её любимым хобби было фотографирование. Слушает таких исполнителей как, Аланис Моррисетт, Oasis, Skyhooks и Мадонну. Также разрабытывает дизайны обуви (в частности для балеток).

## Дискография

### Альбомы
- 2006 Broken and Beautiful
- 2007 Just Add Water (саундтрек к сериалу H2O: Просто добавь воды).
- 2011 Addict

### Синглы
- 2004: Always There
- 2005: My Day Will Come
- 2005: All I Want for Christmas Is You (Кавер-версия Мерайи Кери)
- 2007: Another now
- 2006: All I Hear
- 2006: Somebody Out There
- 2006: Better Than You
- 2008: Teardrops (Кавер-версия Womack-&-Womack)
- 2011: Infatuation